# Albert Ramsdell Gurney
Albert Ramsdell Gurney Jr. (* 1. November 1930 in Buffalo, New York; † 13. Juni 2017 in New York City, New York) war ein US-amerikanischer Dramatiker und Autor, der auch unter dem Namen Pete Gurney bekannt wurde.

## Leben
A. R. Gurney Jr. wurde 1930 als mittleres von drei Kindern seiner Eltern geboren. Nach dem Besuch der St. Paul’s School (New Hampshire) in Concord (New Hampshire) und einem Studium am William College mit einem Abschluss als Bachelor of Arts trat Gurney 1952 in die US Navy ein und nahm am Koreakrieg teil. Dort schrieb er Szenen für Shows zur Unterhaltung der Soldaten.
Nach seiner Rückkehr 1955 schrieb er sich bei der Yale School of Drama ein. Dort lernte er Mary Foreman Goodyear kennen, die er 1957 heiratete und mit der er zwei Töchter und zwei Söhne bekam. Sein Studium beendete er 1958 als Master of Fine Arts und zog 1959 nach Belmont, Massachusetts, um dort Englisch und Latein an einer Schule für Jungen zu unterrichten. 1960 ging er ans Massachusetts Institute of Technology (MIT), um dort an der Fakultät für Geisteswissenschaften zu lehren. 1977 starb sein Vater und 1981 beendete Gurney seine Lehrtätigkeit am MIT, blieb aber bis 1996 Mitglied der Fakultät.
Schon in Yale hatte Gurney begonnen zu schreiben. 1958 verfasste er Love in Buffalo, das erste jemals in Yale geschriebene Musical. Kurz darauf verarbeitete er die Geschichte von Die Abenteuer des Tom Sawyer ebenso als Musical. 1968 veröffentlichte er mit The David Show sein erstes Theaterstück. Mit The Dining Room, das 1982 in New York City Premiere feierte, gelang Gurney der Durchbruch. Großen Erfolge hatte er 1989 mit seinen beiden Stücken The Cocktail Hour und Love Letters, die seitdem auf vielen internationalen Bühnen inszeniert werden.
2001 starb Gurneys Mutter. Seit 2006 war er Mitglied der American Academy of Arts and Letters und seit 2009 der American Philosophical Society. Gurney lebte in der Nähe von Boston in Roxbury, Connecticut und in New York City.

## Werke (Auswahl)

### Bühnenstücke
- What I Did Last Summer
- The Cocktail Hour
- The Perfect Party
- Another Antigone
- Sweet Sue
- Love Letters, uraufgeführt 1988 vom Long Wharf Theatre in New Haven, Connecticut
- Sylvia
- The Snow Ball (basiert auf seinem Roman)
- A Cheever Evening (basiert auf Geschichten von John Cheever)
- Later Life
- Richard Cory
- Ancestral Voices
- Buffalo Gal
- Far East
- Screen Play
- Indian Blood
- Crazy Mary
- The Golden Age

### Romane
- The Snow Ball
- The Gospel According to Joe
- Entertaining Strangers